# Stephan Schöne
Stephan Schöne (* 6. März 1962 in Wülfrath) ist ein ehemaliger deutscher Handballspieler, -trainer und -manager.

## Leben
Seine Karriere begann der hochgewachsene Schöne bei seinem Heimatverein TB Wülfrath. Mit der Mannschaft spielte er zunächst in der 2. Handball-Bundesliga. Der Verein fusionierte 1983 mit dem Nachbarverein TuRU Düsseldorf und 1984 stieg Schöne mit der Mannschaft in die 1. Liga auf. 1987 wechselte er dann zur SG Wallau/Massenheim. Mit dieser Mannschaft konnte er eine Reihe nationaler Titel gewinnen und auch internationale Erfolge verzeichnen. 1995 ging Schöne dann zum LTV Wuppertal – vier Jahre als Spieler und anschließend ein Jahr als Trainer. In der Bundesliga erzielte Schöne 1242 Tore, davon 118 per Siebenmeter, in 341 Spielen.
Für Deutschland hat Schöne 103 Länderspiele bestritten, in denen er 195 Tore warf.
Von April 2000 bis Juli 2002 war Schöne Manager bei der SG Wallau/Massenheim.

## Erfolge
- Deutsche Meister 1992 und 1993
- Deutsche Pokalsieger 1993 und 1994
- Supercup 1994
- IHF-Pokal 1992
- Vize-Weltmeister der Junioren 1983 in Finnland
- Finalist im Europapokal der Pokalsieger 1995
- Finalist im Europapokal der Landesmeister 1993